# Danakerta
Danakerta is een bestuurslaag in het regentschap Banjarnegara van de provincie Midden-Java, Indonesië. Danakerta telt 4933 inwoners (volkstelling 2010).